# رقص سیمد

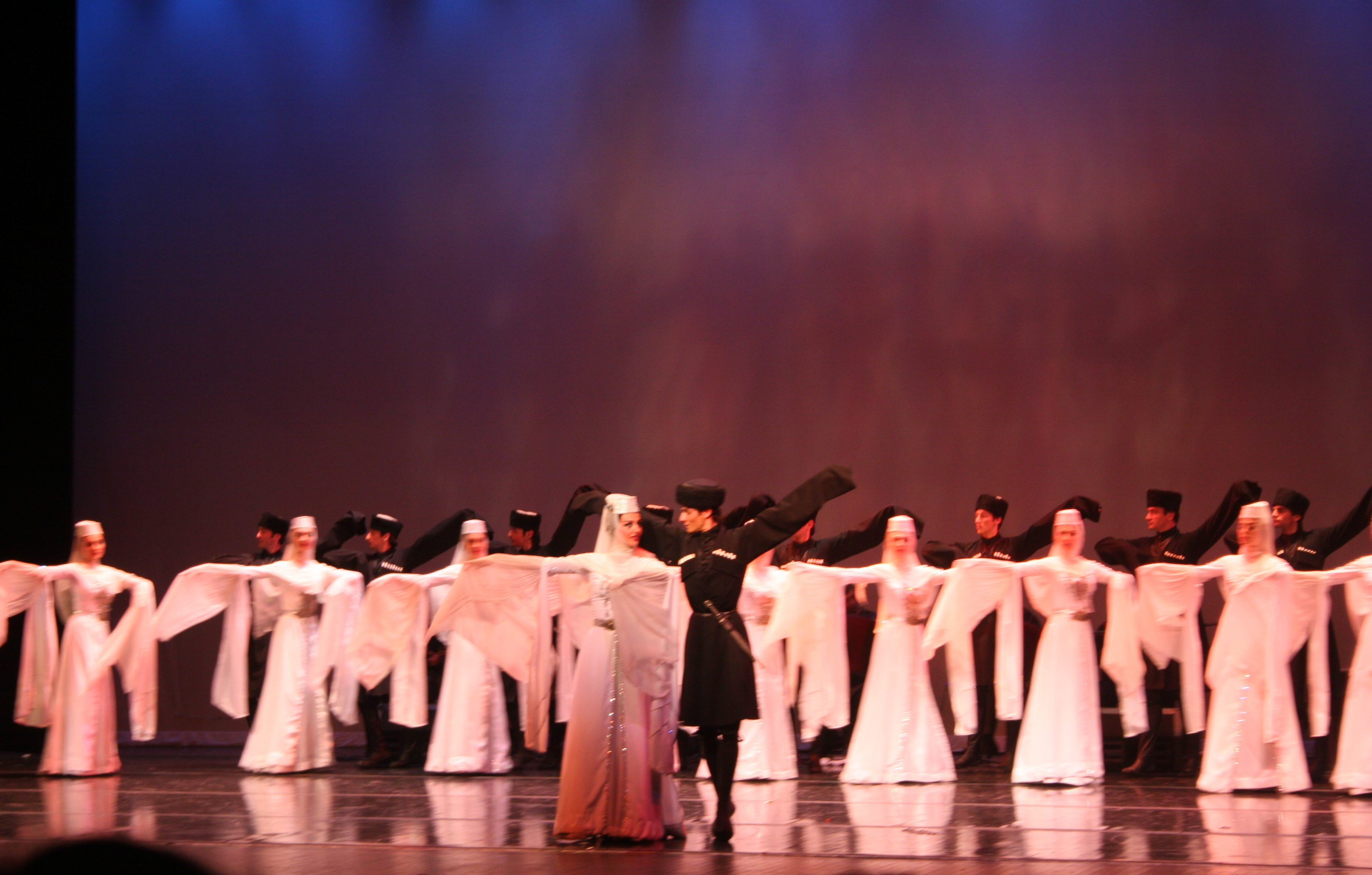
رقص سیمدی

رقص سیمد (آسی: симд) از جمله رقصهای فولکلوریک اهالی گرجستان است.
ریشه این رقص در اوستیا، منطقه‌ای در شمال گرجستان است. لباس رقص با آستین‌های بلند، کلاه و سرپوش‌های بلند است. سیمدی رقصی برای مردان و زنان با حرکات ظریف است. زیبایی سیمدی در اجرای صفوف منظم و یکدست، کنتراست رنگهای سیاه و سفید لباس رقص، نرمی حرکت و هارمونی است. این رقص تشابه زیادی به رقص خونگا دارد ولی در عین حال تفاوت جزئی نیز دارد.